# Conomitrium brevicaule
Conomitrium brevicaule là một loài Rêu trong họ Fissidentaceae. Loài này được (Broth.) Paris mô tả khoa học đầu tiên năm 1904.